# Rossovo moře

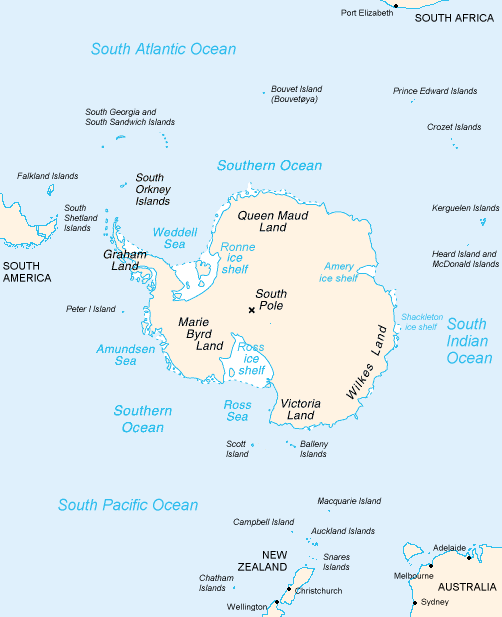
Mapa Antarktidy

Rossovo moře je nejjižnější částí Tichého oceánu (respektive podle Mezinárodní hydrografické organizace jde o moře Jižního oceánu). Jde o hluboký záliv při pobřeží Antarktidy, mezi 170 stupněm východní délky a 158 stupněm západní délky, 85 a 71 stupněm jižní šířky. Rozloha Rossova moře je přibližně 981 tisíc km², průměrná hloubka 100 až 200 metrů, maximální hloubka je 3365 metrů.
28. října 2016 prohlásila Komise pro zachování živých mořských zdrojů Antarktidy Rossovo moře za mořskou přírodní rezervaci.

## Další údaje
Nachází se mezi Viktoriinou zemí na západě a Zemí Marie Byrdové na východě. Hranice moře jsou nejisté, protože do jeho jižní části z pevniny sestupují ledovce. V západní části se nachází Rossův ostrov, ve východní Rooseveltův ostrov.
Mořská proudění se tu pohybují ve směru hodinových ručiček v rozlehlém víru, a to u Rossovy bariéry v oblasti Východního příhonu směrem na západ a podél Viktoriiny země směrem na sever do Západního příhonu. Voda na povrchu má teplotu okolo -1,8 °C a v hloubce 300 metrů asi -2,1 °C (v antarktickém létě mimo led případně víc).
V lednu až březnu (antarktické léto) je moře z velké části bez ledu, od listopadu do prosince částečně a od dubna do října téměř úpně pokryté ledem.
Jižní část pokrývá velký Rossův šelfový ledovec (šelfový led) s rozlohou téměř 530 000 km²; (v antarktickém létě asi o 15 % méně), který je tvořen postupným posunem ledu z pohoří ve vnitrozemí Antarktidy. Ten je také největším šelfovým ledem Antarktidy. Tato ledová masa tvoří na konci tzv. (Velkou) Rossovu ledovou bariéru.
Dno je převážně pokryto kalovými a jemně písčitými sedimenty, u pobřeží a podél Rossovy ledové bariéry však převažuje hrubší písek a štěrk. U jižního pobřeží Viktoriiny země je dno skalnaté. Jedinou činnou sopkou je Mt. Erebus (na hranici pobřeží Rossova ostrova a Rossova pobřežního ledu), ostatní sopky (jako Mt. Terror) jsou neaktivní.
Moře je pojmenováno podle anglického cestovatele Jamese Rosse, který jej v roce 1841 prozkoumal na lodích HMS Erebus a HMS Terror. V důsledku poměrně slabé ledové pokrývky bylo moře východiskem několika expedic. USA vykonávají dlouholetý zejména meteorologický a oceánografický výzkum na Rooseveltově ostrově (stanice Little America).
V Rossově moři se loví velryby. V březnu 2003 zde byl uloven kalmar Hamiltonův s velikostí pláště 2,5 metru a 22. února 2007 obří jedinec tohoto druhu o délce téměř 10 metrů a hmotnosti 495 kilogramů.